# Kra (Togo)
Kra (deutsch auch: Chra, andere Schreibweise: Khra) ist eine Ortschaft in Togo. Sie befindet sich im Süden des Landes in der Präfektur Ogou der Region Plateaux. Die Hauptstadt Lomé liegt etwa 120 Kilometer entfernt im Süden. Atakpamé, der Verwaltungssitz der Präfektur, liegt etwa 40 Kilometer im Norden.

## Geographie
Die Siedlung liegt auf einer kleinen Anhöhe etwas nördlich des gleichnamigen Flusses Kra, einem Nebenfluss des Mono.

## Infrastruktur
Der Ort liegt direkt an der Nationalstraße N1 des Landes. Weiterhin führt die Eisenbahnlinie Lomé–Blitta, in der deutschen Kolonialzeit Hinterlandbahn genannt, durch den Ort.

## Geschichte
Kra lag zur deutschen Kolonialzeit im Verwaltungsbezirk Atakpame. Ab 1903 existierte im Ort eine sog. Besserungssiedlung für aus Sicht der Kolonialherren straffällig gewordene Einheimische, die hier „wieder an geordnetes  Leben und produktive Arbeit gewöhnt“ werden sollten.
Der Ort war zu dieser Zeit auch eine bei Kilometer 123 gelegene Haltestelle der Hinterlandbahn. Über den Fluss Kra gab es eine Eisenbahnbrücke.

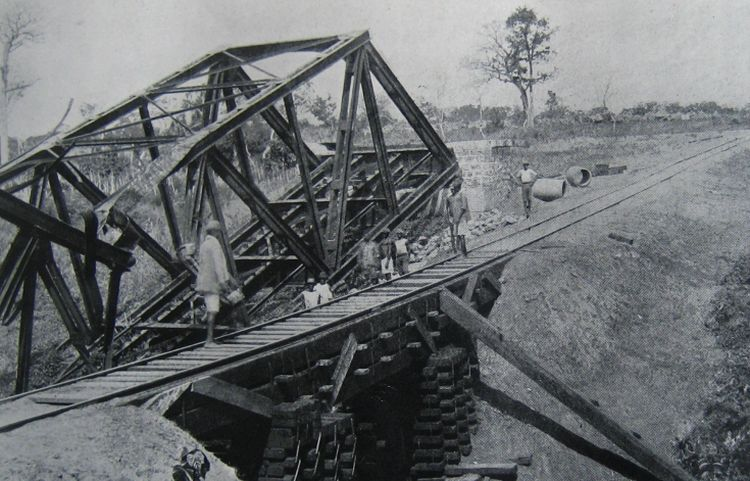
Zerstörte Eisenbahnbrücke bei Kra (Togo) – 1914

Kurz nach Ausbruch des Ersten Weltkriegs kam es bei Kra am 22. August 1914 zum einzigen größeren Gefecht zwischen britisch/französischen Kolonialtruppen und deutschen Sicherungskräften in der Kolonie Togo. Die Eisenbahnbrücke wurde im Vorwege der Kämpfe zerstört und die deutsche Truppe musste sich zurückziehen, sodass die Kolonie in der Folge schnell in alliierte Hände fiel. Einige alliierte Soldaten sind auf eine Friedhof im südlich gelegenen Wahala bestattet. Dort befindet sich auch ein kleines Ehrenmal.